# Тамазов Тимур Мухамедович
Тимур Мухамедович Тамазов (25 жовтня 1990, Карагач, РРФСР — 17 вересня 2022, Костромка, Україна) — російський офіцер, капітан ПДВ РФ. Кандидат в майстри спорту Росії. Герой Російської Федерації.

## Біографія
Молодший з трьох дітей, в 15 років залишився без батька. В 2008 році закінчив середню загальноосвітню школу №1 в рідному селі, в 2013 році — Рязанське повітрянодесантне командне училище, після чого був призначений командиром парашутно-десантного взводу 76-ї десантно-штурмової дивізії, потім — заступником командира парашутно-десантної роти (з 2018 року — заступник з повітряно-десантної підготовки) і командиром роти. Учасник інтервенції в Сирію. З 24 лютого 2022 року брав участь у вторгненні в Україну, командир бронегрупи батальйону. Бився в Київській та Херсонській областях. З 15 липня 2022 року — командир зведеної штурмової групи «Шторм». 11 вересня був важко поранений у бою в районі Костромки. Помер від ран у шпиталі. Похований в рідному селі.

## Звання
- Лейтенант (2013)
- Старший лейтенант (2015)
- Капітан (грудень 2018)

## Нагороди
Отримав численні нагороди, серед яких:
- Медаль Суворова
- Медаль Жукова
- Медаль «За бойові заслуги»
- Медаль «За зміцнення бойової співдружності»
- Медаль «За участь у військовому параді в День перемоги»
- Медаль «Учаснику військової операції в Сирії»
- Орден Мужності (посмертно)
- Звання «Герой Російської Федерації» (14 грудня 2022, посмертно) — «за мужність і героїзм, проявлені під час виконання військового обов'язку.» 17 січня 2023 року медаль «Золота зірка» була передана рідним Тамазова главою Кабардино-Балкарської Республіки Казбеком Коковим.